# Ramsarska konvencija
Ramsarska konvencija je konvencija o mokriščih, ki so mednarodnega pomena, zlasti kot habitati vodnih ptic. 
Konvencija je bila podpisana februarja 1971 v iranskem mestu Ramsar. Predstavlja medvladni sporazum, ki zagotavlja mednarodno sodelovanje pri ohranjanju mokrišč, njihovih funkcij in biotske raznovrstnosti. Države podpisnice so se zavezale, da bodo: 
- uvrščale mokrišča na Seznam mokrišč mednarodnega pomena in ohranjala ter vzdrževala njihovo ekološko ravnovesje,
- vključevale ohranitev mokrišč v nacionalne razvojne programe in načrtovale celostno upravljanje povodij ob spoštovanju načela trajnostne rabe (angleško:Wise use),
- podpirale razvojno politiko ohranjanja mokrišč na svojem ozemlju z razglašanjem zavarovanih območij in podpirale strokovno usposabljanje raziskovalcev in upravljalcev mokrišč,
- sodelovale z drugimi pogodbenicami na področju mejnih mokrišč in hidroloških sistemov in v skupnih razvojnih projektih na mokriščih.

Ramsarska konvencija danes vključuje že 153 držav z vsega sveta. Na podlagi kriterijev, ki jih določa konvencija, je bilo do sedaj na seznam mednarodno pomembnih lokalitet vključenih 1616 mokrišč, njihova skupna površina pa presega 145.2 milijonov hektarjev. Kljub temu mednarodnemu sporazumu pa so danes mokrišča na seznamu najbolj ogroženih ekosistemov na Zemlji. 

## Ramsarska mokrišča v Sloveniji
- Cerkniško jezero z okolico: 7,250 ha (vpis lokalitete: 19. januar 2006)
- Sečoveljske soline: 650 ha (vpis lokalitete: 3. februar 1993)
- Škocjanske jame : 305 ha (vpis lokalitete: 21. maj 1999)

## Prvo mokrišče mednarodnega pomena
Prvo mokrišče mednarodnega pomena je postala Laguna Waza v Kamerunu. Obsega 600.000 ha, v njej sta vključena dva nacionalna parka in UNESCOv biosferni rezervat. Tu najdemo 104 različne vrste ptic.